# Cause and Effect (Keane)
Cause and Effect è il quinto album in studio del gruppo musicale britannico Keane, pubblicato il 20 settembre 2019 dalla Island Records.

## Tracce
Testi e musiche dei Keane.
1. You're Not Home – 5:31
2. Love Too Much – 3:09
3. The Way I Feel – 4:06
4. Put the Radio On – 4:11
5. Strange Room – 4:23
6. Stupid Things – 3:49
7. Phases – 3:36
8. I'm Not Leaving – 4:14
9. Thread – 4:52
10. Chase the Night Away – 4:03
11. I Need Your Love – 4:11

Tracce bonus/10" bonus nell'edizione deluxe
1. New Golden Age – 3:44
2. Difficult Year – 3:28
3. The Way I Feel (Sea Fog Acoustic Session) – 3:35
4. Stupid Things (Sea Fog Acoustic Session) – 4:02
5. I'm Not Leaving (Sea Fog Acoustic Session) – 4:09

Traccia bonus nell'edizione deluxe giapponese
1. Thread (Original Demo) – 5:07

Retroactive EPs 1-3 – CD bonus nell'edizione box set
1. Somewhere Only We Know (Sprint Music Series, 2003) – 3:57
2. Bedshaped (Live at Roundhouse Studios, 2013) – 3:50 (Keane, James Sanger)
3. Spiralling (Demo, 2008) – 4:07
4. Silenced by the Night (Sea Fog Acoustic Session, 2012) – 3:22
5. Again and Again (Demo, 2007) – 4:09
6. In Your Own Time (Demo, 2010) – 3:43
7. Glass Bottles (Unreleased Demo, 2011) – 3:49
8. Better Than This (Demo, 2007) – 4:48
9. Strangeland (Dallas Sketch, 2011) – 3:11
10. The Lovers Are Losing (Demo, 2008) – 5:18
11. This Is the Last Time (Realnetworks Session, Seattle 2004) – 3:30 (Keane, James Sanger)
12. Sunshine (Demo, 2002) – 5:07 (Keane, James Sanger)

## Formazione
Gruppo
- Tom Chaplin – voce, chitarra
- Tim Rice-Oxley – tastiera, cori
- Jesse Quin – basso, cori
- Richard Hughes – batteria, percussioni, cori

Altri musicisti
- David Kosten – strumentazione aggiuntiva
- Lisken Jennings – strumentazione aggiuntiva (tracce 5 e 9)
- Joe Giddey – strumentazione aggiuntiva (tracce 5 e 9)
- Owen Pallett – arrangiamento corno e programmazione (traccia 6)

Produzione
- David Kosten – produzione
- Keane – produzione
- Tom Hough – ingegneria del suono
- Tim Morris – ingegneria del suono
- Mo Hausler – ingegneria del suono
- Luke Gibbse – ingegneria del suono aggiuntiva
- CT – missaggio
- Frank Arkwright – mastering

## Classifiche
| Classifica (2019)         | Posizione massima |
| ------------------------- | ----------------- |
| Austria                   | 56                |
| Belgio (Fiandre)          | 15                |
| Belgio (Vallonia)         | 9                 |
| Francia                   | 61                |
| Germania                  | 16                |
| Irlanda                   | 12                |
| Paesi Bassi               | 11                |
| Portogallo                | 8                 |
| Regno Unito               | 2                 |
| Spagna                    | 9                 |
| Stati Uniti (alternative) | 15                |
| Stati Uniti (digital)     | 10                |
| Stati Uniti (rock)        | 36                |
| Svizzera                  | 18                |